# Sphragistik
Die Sphragistik (von griechisch σφραγίς sphragís „Siegel“), auch Siegelkunde oder Sigillographie genannt, ist eine der Historischen Hilfswissenschaften.

## Etymologie
Der Begriff Sphragistik kommt aus dem Griechischen und bedeutet wörtlich übersetzt Siegelkunde. Im Englischen und Französischen wird für diese Wissenschaft der Begriff sigillography respektive sigillographie verwendet. Auch eine Reihe anderer Sprachen verwenden diesen Begriff (in der jeweiligen sprachlichen Variante); im Deutschen ist die Bezeichnung „Sigillographie“/„Sigillografie“ dagegen zwar sachlich korrekt und zulässig, aber unüblich.

## Geschichte
Die Siegelkunde als eigenständige Wissenschaft entstand seit dem 17. Jahrhundert, vor allem durch Johann Michael Heineccius, der als „Begründer der wissenschaftlichen Siegelkunde“ gilt, als Nebenzweig der Diplomatik (Urkundenlehre). Von dieser differenzierte sie sich durch abweichende Methodik, die der Heraldik (Wappenkunde) und Numismatik (Münzkunde) nahekommt beziehungsweise entlehnt ist.

## Gegenstand
Ihr Ziel ist die Kenntnis der Siegel (lateinisch sigillum „Bildchen“) und insbesondere der Urkundensiegel. Untersucht wird dabei die physische Beschaffenheit der Siegel, aus der auf die Zeit der Entstehung oder Anbringung der Siegel geschlossen werden kann. Daneben ist auch die kunsthistorische Entwicklung von Siegeln interessant, die Rückschlüsse auf Kleidung, Bewaffnung und unter Umständen auch auf die Stadtgeschichte erlaubt.
Wo Wappen und Herrschersymbole betroffen sind, ergeben sich vielerlei Überschneidungen zur Heraldik.

## Trivia
Die wahrscheinlich populärste Erwähnung der Sphragistik findet sich im Tim-und-Struppi-Band König Ottokars Zepter.